# Clubiona boxaensis
Clubiona boxaensis är en spindelart som beskrevs av Biswas 1992. Clubiona boxaensis ingår i släktet Clubiona och familjen säckspindlar. Inga underarter finns listade i Catalogue of Life.